# René Préval
René Préval (1943-2017) era el líder del Front de l'Espoir («Front de l'Esperança») a Haití. Va ser dues vegades president del país. El seu estil frugal i modest contrastava amb l'estil grandiós i imperial de molts líders haitians.
Va estudiar agronomia a l'escola superior d'agronomia de la ciutat de Gembloux à Bèlgica i va viure un temps a Nova York. En tornar a Haití va crear una fleca per a gent pobre, junts amb l'activista Michèle Pierre-Louis, la futura primera ministra. S'hi va trobar amb el sacerdot i activista Jean-Bertrand Aristide. Des del 1986 participa en el moviment democràtic contra el dictador Jean-Claude Duvalier dit «Baby Doc» (1951-2014). Sota la presidència d'Aristide el 1991 va esdevenir primer ministre, però pocs mesos després d'un cop militar, ambdós es van exiliar durant tres anys. Van tornar el 1994 després de l'operació militar estatunidenca Uphold Democracy. El 1996 Préval va succeir Aristide com a president fins a 2001. Després un govern erràtic i despòtic d'Aristide i un gover interí el 2006 va tornar a la presidència.
Després del terratrèmol del 12 de gener 2010, Préval recolzava la presència dels militars americans a Haití, malgrat que els Estats Units ja havien envaït l'illa en el passat., en contrast amb Aristide i molts membres del moviment Lavalas que denuncien les forces de l'ONU i els acusen de dur una campanya de repressió i violència tolerada pels Estats Units, França i el Canadà. Nogensmenys, el terratrèmol va ser un xoc personal que de vegades semblava incapacitar-lo i el 2011 va transmetre el poder a Michel Martelly que havia guanyat les eleccions amb 67,57% del vot. Tot i això, fins ara és l'únic president haitià que dues vegades va transmetre el poder a un successor elegit democràticament.
Després de la presidència es va retreure a la ciutat de Marmelade, on va participar en la creació d'una cooperativa, un centre educatiu i una fàbrica de sucs. Hi va morir amb 74 anys d'una insuficiència respiratòria, el 3 de març de 2017.